# Саладільйо (Буенос-Айрес)
Саладі́льйо (ісп. Saladillo) — місто у центральній частині аргентинської провінції Буенос-Айрес, адміністративний центр однойменного округу. Згідно з переписом населененя 2022 року в місті проживало 35 тисяч осіб.

## Історія
Місто засноване 31 липня 1863 року провінційним законом на рівнинних землях за 180 км на південний захід від Буенос-Айреса. Назва «Саладільйо» походить від солонуватого смаку вод однойменного струмка, на який звернув увагу ще Хуан де Ґарай. З 1820-х років ці землі використовувалися білими колнізаторами для випасу корів і овець.
Після затвердження губернатором Сааведрою закону про заснування поселення на місцевість вирушила комісія на чолі з міністром Маріано Акостою., який особисто визначив, де буде знаходитися центр майбутнього міста. Комісія заклала наріжний камінь, а землеміри до 1 вересня того ж року розмітили вулиці і розробили план майбутнього поселення.
До 1879 року Саладільйо страждав від постійних атак корінних мешканців. Проблема була вирішена лише після проведення кампанії Завоювання пустелі. Законодавство Аргентини сприяло переселенню на ці землі значної кількості мігрантів з Європи.

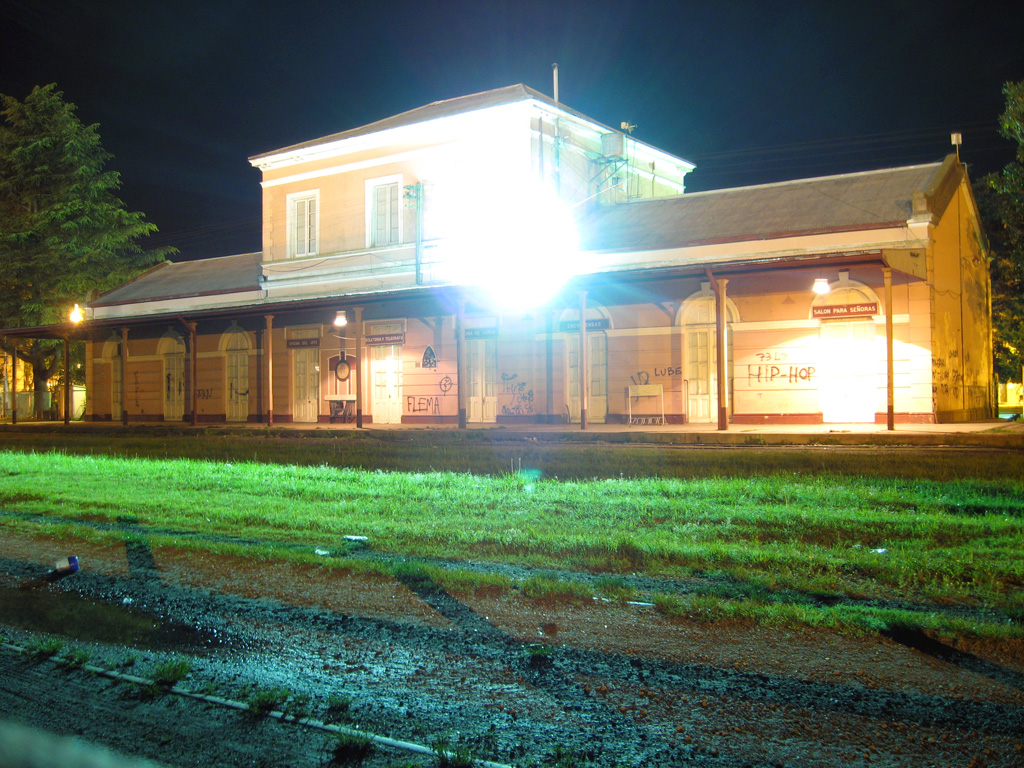
Залізнична станція Саладільйо (2007)

На зламі XIX–ХХ століть бурхливий розвиток тваринництва та землеробства сприяв прокладенню залізниці. 1884 року до міста було прокладено першу залізничну гілку, до 1912 року — ще три. 
1895 року Саладільйо став столицею округу.
1 січня 1907 року відкрито міський шпиталь на 45 ліжок — нині шпиталь ім. д‑ра Алехандро Посадаса
1948 року Саладільйо отримав статус міста.
У 1960-х роках внаслідок невдалих реформ уряду залізниця почала занепадати і частина гілок, що проходять через Саладільйо, були закриті. Незважаючи на страйки і протести населення, залізниця продовжувала занепадати. Населення почало мігрувати до Великого Буенос-Айреса. У 1980-х роках ситуація дещо покращилася, зокрема у зв'язку з заходами з відновлення залізниці.
2017 року залізничні пасажирські перевезення у Саладільйо остаточно припинилися.

## Економіка
Господарство спирається на аграрний сектор — вирощування пшениці, кукурудзи, сої та відгодівлю великої рогатої худоби — і пов'язану з ним харчову промисловість. Після 1950‑х років у місті з'явилися текстильні, пластмасові та машинобудівні підприємства, а останнім часом стрімко зростає сектор послуг і сільський туризм.

## Населення
| Перепис             | 1991   | 2001   | 2010   | 2022   |
| ------------------- | ------ | ------ | ------ | ------ |
| Кількість мешканців | 19 094 | 23 313 | 26 763 | 35 656 |

Демографічна динаміка демонструє зростання на 48 % за три десятиліття.

## Клімат
| Клімат Саладільйо                                                     | Клімат Саладільйо | Клімат Саладільйо | Клімат Саладільйо | Клімат Саладільйо | Клімат Саладільйо | Клімат Саладільйо | Клімат Саладільйо | Клімат Саладільйо | Клімат Саладільйо | Клімат Саладільйо | Клімат Саладільйо | Клімат Саладільйо | Клімат Саладільйо |
| Показник                                                              | Січ.              | Лют.              | Бер.              | Квіт.             | Трав.             | Черв.             | Лип.              | Серп.             | Вер.              | Жовт.             | Лист.             | Груд.             |                   |
| Середній максимум, °C                                                 | 31,8              | 30,4              | 26,8              | 22,2              | 17,9              | 14,3              | 13,4              | 16,5              | 18,2              | 21,1              | 25,6              | 29,8              |                   |
| Середній мінімум, °C                                                  | 16,4              | 16,1              | 13,7              | 11,7              | 9,8               | 6,9               | 5,9               | 6,9               | 7,9               | 9,7               | 12,4              | 14,8              |                   |
| Норма опадів, мм                                                      | 30                | 27                | 30                | 35                | 25                | 26                | 23                | 16                | 28                | 48                | 46                | 43                |                   |
| Днів з опадами                                                        | 6,8               | 6,3               | 8,8               | 8,2               | 7                 | 5,8               | 6,9               | 5,1               | 8,1               | 9,2               | 9,5               | 7,7               |                   |
| Вологість повітря, %                                                  | 53                | 57                | 63                | 69                | 77                | 74                | 75                | 72                | 73                | 73                | 65                | 57                |                   |
| --------------------------------------------------------------------- | ----------------- | ----------------- | ----------------- | ----------------- | ----------------- | ----------------- | ----------------- | ----------------- | ----------------- | ----------------- | ----------------- | ----------------- | ----------------- |
| Джерело: https://www.weather-atlas.com/en/argentina/saladillo-climate |                   |                   |                   |                   |                   |                   |                   |                   |                   |                   |                   |                   |                   |

## Культура та пам'ятки
Серед архітектурних домінант вирізняється неокласичний храм «Nuestra Señora de la Asunción», що 2011 року внесений до міського реєстру пам'яток.

## Відомі уродженці
- Алехандро Посадас[en] — хірург‑піонер торакальної хірургії.[13]
- Аугусто Чікаре — авіаконструктор, засновник «Cicaré Helicópteros».[14]
- Хуліо Олартікоечеа — футболіст, чемпіон світу 1986.[15]
- Маркос Делія[en] — баскетболіст клубу «Бока Хуніорс».[16]
- Науель Теналья — захисник «Депортіво Алавес».[17]

## Релігія
Місто належить до дієцезії Асуль; парафія — «Nuestra Señora de la Asunción».